# Кирсипуу, Тийу
Тийу Кирсипуу (Tiiu Kirsipuu) (род. 29 октября 1957, Тарту, Эстонская ССР) — эстонский скульптор и художник. Среди самых известных работ — скульптуры Оскара Уайльда и Эдуарда Вильде в Тарту (Скульптура «Два Вильде»).
Училась в Тартуской средней школе № 2 (1965—1975) и Таллинской средней школе № 46 (1975—1976). В 1983 году окончила Эстонскую академию художеств по специальности скульптура.
В 1983—1987 годах вела класс скульптуры в Дворце пионеров Нымме (пригород Таллина). В 1987 г. принята в Союз художников Эстонской ССР.
С 1987 по 1993 год скульптор-фрилансер. С 1993 по 2003 год старший преподаватель кафедры скульптуры Эстонской академии художеств. С 2003 по 2019 год доцент кафедры скульптуры Таллинского университета.
С 2019 года снова скульптор и художник-фрилансер в Таллине.
Персональные и групповые выставки в Эстонии, Финляндии, Германии, Голландии, Франции, Австрии, Бельгии, Китае, России и Южной Корее.
Является автором нескольких монет по заказу Банка Эстонии. Это золотая памятная монета номиналом 15,65 кроны (1999), серебряная памятная монета к юбилею Тартуского университета (2001), серебряная памятная монета к 100-летию Эстонского университета (2006) и серебряная монета, посвященная Олимпийским играм в Пекине (2008).
Начиная с 2007 года создала ряд инсталляций — портретных скульптур известных деятелей эстонской культуры, таких как Матти Милиус, Тыну Аав, Андрес Двинянинов, Юло Вилимаа, Марк Соосаар, Харди Фольмер, Леонхард Лапин, Пеэтер Лауритс и других.
В 2019 году в Чэнду, городе-побратиме Таллина, была завершена работа над 6-метровой металлической скульптурой «Таллинн-Чэнду».
Некоторые работы:
- Скульптура «Два диких животных», 1999 г., бронза, гранит, Тарту
- Памятник к 100-летию Эстонской национальной оперы в Таллине, 2006 г.
- Памятник Йохану Скитте (1577—1645), шведскому политику из Уппсальского университета . 2007 г. перед музеем Тартуского университета.
- Бронзовая скульптура «Вечный студент Юлий» 2008 г., Таллин.
- Бюст сэра Шона Коннери, 2011 г.
- Портретная скульптура Харди Фольмера, 2015 г.

## Признание
В 2012 году вышел посвящённый её творчеству фильм Рейна Раамата «Тийу Кирсипуу. Кодекс успеха».

## Награды
- Национальная президентская премия 2019 г.
- Орден Белой звезды (Valgetähe teenetemärk) IV степени, 2019 г.
- Anton Starkopf Sculpture Prize (2010),
- Kristjan Raud Prize (2010)